# Liste der All-NBA Teams
Dies ist eine Auflistung aller All-NBA Teams seit Gründung des NBA-Vorläufers Basketball Association of America (BAA) im Jahr 1946/47.
Spielernamen in fetten Typen zeigen den Most Valuable Player des Jahres an, Spielernamen in kursiven Typen den Rookie of the  Year. Zwischen Saison 1955/56 und Saison 2022/23 sind alle Auswahl-Teams in folgender Reihenfolge gelistet: Forward, Forward, Center, Guard, Guard, zuvor wurden keine Positionen berücksichtigt und hernach ebenso wenig. Der Wert in Klammern gibt die Zahl der Gesamtnominierungen an.

## 1946 bis 1988
 – Mitglied der Naismith Memorial Basketball Hall of Fame als Spieler

| Saison                                                                           | First team               | First team              | Second team              | Second team                                |
| Saison                                                                           | Spieler                  | Team                    | Spieler                  | Team                                       |
| -------------------------------------------------------------------------------- | ------------------------ | ----------------------- | ------------------------ | ------------------------------------------ |
| 1946/47                                                                          | Joe Fulks                | Philadelphia Warriors   | Ernie Calverley          | Providence Steamrollers                    |
| 1946/47                                                                          | Bob Feerick              | Washington Capitols     | Frankie Baumholtz        | Cleveland Rebels                           |
| 1946/47                                                                          | Stan Miasek              | Detroit Falcons         | John Logan               | St. Louis Bombers                          |
| 1946/47                                                                          | Bones McKinney           | Washington Capitols     | Chick Halbert            | Chicago Stags                              |
| 1946/47                                                                          | Max Zaslofsky            | Chicago Stags           | Fred Scolari             | Washington Capitols                        |
| 1947/48                                                                          | Joe Fulks (2)            | Philadelphia Warriors   | John Logan (2)           | St. Louis Bombers                          |
| 1947/48                                                                          | Max Zaslofsky (2)        | Chicago Stags           | Carl Braun               | New York Knicks                            |
| 1947/48                                                                          | Ed Sadowski              | Boston Celtics          | Stan Miasek (2)          | Chicago Stags                              |
| 1947/48                                                                          | Howard Dallmar           | Philadelphia Warriors   | Fred Scolari (2)         | Washington Capitols                        |
| 1947/48                                                                          | Bob Feerick (2)          | Washington Capitols     | Buddy Jeannette          | Baltimore Bullets                          |
| 1948/49                                                                          | George Mikan             | Minneapolis Lakers      | Arnie Risen              | Rochester Royals                           |
| 1948/49                                                                          | Joe Fulks (3)            | Philadelphia Warriors   | Bob Feerick (3)          | Washington Capitols                        |
| 1948/49                                                                          | Bob Davies               | Rochester Royals        | Bones McKinney (2)       | Washington Capitols                        |
| 1948/49                                                                          | Max Zaslofsky (3)        | Chicago Stags           | Ken Sailors              | Providence Steamrollers                    |
| 1948/49                                                                          | Jim Pollard              | Minneapolis Lakers      | John Logan (3)           | St. Louis Bombers                          |
| 1949/50                                                                          | George Mikan (2)         | Minneapolis Lakers      | Frank Brian              | Anderson Packers                           |
| 1949/50                                                                          | Jim Pollard (2)          | Minneapolis Lakers      | Fred Schaus              | Fort Wayne Pistons                         |
| 1949/50                                                                          | Alex Groza               | Indianapolis Olympians  | Dolph Schayes            | Syracuse Nationals                         |
| 1949/50                                                                          | Bob Davies (2)           | Rochester Royals        | Al Cervi                 | Syracuse Nationals                         |
| 1949/50                                                                          | Max Zaslofsky (4)        | Chicago Stags           | Ralph Beard              | Indianapolis Olympians                     |
| 1950/51                                                                          | George Mikan (3)         | Minneapolis Lakers      | Dolph Schayes (2)        | Syracuse Nationals                         |
| 1950/51                                                                          | Alex Groza (2)           | Indianapolis Olympians  | Frank Brian (2)          | Tri-Cities Blackhawks                      |
| 1950/51                                                                          | Ed Macauley              | Boston Celtics          | Vern Mikkelsen           | Minneapolis Lakers                         |
| 1950/51                                                                          | Bob Davies (3)           | Rochester Royals        | Joe Fulks (4)            | Philadelphia Warriors                      |
| 1950/51                                                                          | Ralph Beard (2)          | Indianapolis Olympians  | Dick McGuire             | New York Knicks                            |
| 1951/52                                                                          | George Mikan (4)         | Minneapolis Lakers      | Larry Foust              | Fort Wayne Pistons                         |
| 1951/52                                                                          | Ed Macauley (2)          | Boston Celtics          | Vern Mikkelsen (2)       | Minneapolis Lakers                         |
| 1951/52                                                                          | Paul Arizin              | Philadelphia Warriors   | Jim Pollard (3)          | Minneapolis Lakers                         |
| 1951/52                                                                          | Bob Cousy                | Boston Celtics          | Bobby Wanzer             | Rochester Royals                           |
| 1951/52                                                                          | Bob Davies (4)           | Rochester Royals        | Andy Phillip             | Philadelphia Warriors                      |
| 1951/52                                                                          | Dolph Schayes (3)        | Syracuse Nationals      |                          |                                            |
| 1952/53                                                                          | George Mikan (5)         | Minneapolis Lakers      | Bill Sharman             | Boston Celtics                             |
| 1952/53                                                                          | Bob Cousy (2)            | Boston Celtics          | Vern Mikkelsen (3)       | Minneapolis Lakers                         |
| 1952/53                                                                          | Neil Johnston            | Philadelphia Warriors   | Bobby Wanzer (2)         | Rochester Royals                           |
| 1952/53                                                                          | Ed Macauley (3)          | Boston Celtics          | Bob Davies (5)           | Rochester Royals                           |
| 1952/53                                                                          | Dolph Schayes (4)        | Syracuse Nationals      | Andy Phillip (2)         | Philadelphia Warriors                      |
| 1953/54                                                                          | Bob Cousy (3)            | Boston Celtics          | Ed Macauley (4)          | Boston Celtics                             |
| 1953/54                                                                          | Neil Johnston (2)        | Philadelphia Warriors   | Jim Pollard (4)          | Minneapolis Lakers                         |
| 1953/54                                                                          | George Mikan (6)         | Minneapolis Lakers      | Carl Braun (2)           | New York Knicks                            |
| 1953/54                                                                          | Dolph Schayes (5)        | Syracuse Nationals      | Bobby Wanzer (3)         | Rochester Royals                           |
| 1953/54                                                                          | Harry Gallatin           | New York Knicks         | Paul Seymour             | Syracuse Nationals                         |
| 1954/55                                                                          | Neil Johnston (3)        | Philadelphia Warriors   | Vern Mikkelsen (4)       | Minneapolis Lakers                         |
| 1954/55                                                                          | Bob Cousy (4)            | Boston Celtics          | Harry Gallatin (2)       | New York Knicks                            |
| 1954/55                                                                          | Dolph Schayes (6)        | Syracuse Nationals      | Paul Seymour (2)         | Syracuse Nationals                         |
| 1954/55                                                                          | Bob Pettit               | Milwaukee Hawks         | Slater Martin            | Minneapolis Lakers                         |
| 1954/55                                                                          | Larry Foust (2)          | Fort Wayne Pistons      | Bill Sharman (2)         | Boston Celtics                             |
| Seit 1955/56 bestehen alle Teams aus zwei Forwards, einem Center und zwei Guards |                          |                         |                          |                                            |
| 1955/56                                                                          | Bob Pettit (2)           | St. Louis Hawks         | Dolph Schayes (7)        | Syracuse Nationals                         |
| 1955/56                                                                          | Paul Arizin (2)          | Philadelphia Warriors   | Maurice Stokes           | Rochester Royals                           |
| 1955/56                                                                          | Neil Johnston (4)        | Philadelphia Warriors   | Clyde Lovellette         | Minneapolis Lakers                         |
| 1955/56                                                                          | Bob Cousy (5)            | Boston Celtics          | Slater Martin (2)        | Minneapolis Lakers                         |
| 1955/56                                                                          | Bill Sharman (3)         | Boston Celtics          | Jack George              | Philadelphia Warriors                      |
| 1956/57                                                                          | Paul Arizin (3)          | Philadelphia Warriors   | George Yardley           | Fort Wayne Pistons                         |
| 1956/57                                                                          | Dolph Schayes (8)        | Syracuse Nationals      | Maurice Stokes (2)       | Rochester Royals                           |
| 1956/57                                                                          | Bob Pettit (3)           | St. Louis Hawks         | Neil Johnston (5)        | Philadelphia Warriors                      |
| 1956/57                                                                          | Bob Cousy (6)            | Boston Celtics          | Dick Garmaker            | Minneapolis Lakers                         |
| 1956/57                                                                          | Bill Sharman (4)         | Boston Celtics          | Slater Martin (3)        | St. Louis Hawks                            |
| 1957/58                                                                          | Dolph Schayes (9)        | Syracuse Nationals      | Cliff Hagan              | St. Louis Hawks                            |
| 1957/58                                                                          | George Yardley (2)       | Detroit Pistons         | Maurice Stokes (3)       | Cincinnati Royals                          |
| 1957/58                                                                          | Bob Pettit (4)           | St. Louis Hawks         | Bill Russell             | Boston Celtics                             |
| 1957/58                                                                          | Bob Cousy (7)            | Boston Celtics          | Tom Gola                 | Philadelphia Warriors                      |
| 1957/58                                                                          | Bill Sharman (5)         | Boston Celtics          | Slater Martin (4)        | St. Louis Hawks                            |
| 1958/59                                                                          | Bob Pettit (5)           | St. Louis Hawks         | Paul Arizin (4)          | Philadelphia Warriors                      |
| 1958/59                                                                          | Elgin Baylor             | Minneapolis Lakers      | Cliff Hagan (2)          | St. Louis Hawks                            |
| 1958/59                                                                          | Bill Russell (2)         | Boston Celtics          | Dolph Schayes (10)       | Syracuse Nationals                         |
| 1958/59                                                                          | Bob Cousy (8)            | Boston Celtics          | Slater Martin (5)        | St. Louis Hawks                            |
| 1958/59                                                                          | Bill Sharman (6)         | Boston Celtics          | Richie Guerin            | New York Knicks                            |
| 1959/60                                                                          | Bob Pettit (6)           | St. Louis Hawks         | Jack Twyman              | Cincinnati Royals                          |
| 1959/60                                                                          | Elgin Baylor (2)         | Minneapolis Lakers      | Dolph Schayes (11)       | Syracuse Nationals                         |
| 1959/60                                                                          | Wilt Chamberlain         | Philadelphia Warriors   | Bill Russell (3)         | Boston Celtics                             |
| 1959/60                                                                          | Bob Cousy (9)            | Boston Celtics          | Richie Guerin (2)        | New York Knicks                            |
| 1959/60                                                                          | Gene Shue                | Detroit Pistons         | Bill Sharman (7)         | Boston Celtics                             |
| 1960/61                                                                          | Elgin Baylor (3)         | Los Angeles Lakers      | Dolph Schayes (12)       | Syracuse Nationals                         |
| 1960/61                                                                          | Bob Pettit (7)           | St. Louis Hawks         | Tom Heinsohn             | Boston Celtics                             |
| 1960/61                                                                          | Wilt Chamberlain (2)     | Philadelphia Warriors   | Bill Russell (4)         | Boston Celtics                             |
| 1960/61                                                                          | Bob Cousy (10)           | Boston Celtics          | Larry Costello           | Syracuse Nationals                         |
| 1960/61                                                                          | Oscar Robertson          | Cincinnati Royals       | Gene Shue (2)            | Detroit Pistons                            |
| 1961/62                                                                          | Bob Pettit (8)           | St. Louis Hawks         | Tom Heinsohn (2)         | Boston Celtics                             |
| 1961/62                                                                          | Elgin Baylor (4)         | Los Angeles Lakers      | Jack Twyman (2)          | Cincinnati Royals                          |
| 1961/62                                                                          | Wilt Chamberlain (3)     | Philadelphia Warriors   | Bill Russell (5)         | Boston Celtics                             |
| 1961/62                                                                          | Jerry West               | Los Angeles Lakers      | Richie Guerin (3)        | New York Knicks                            |
| 1961/62                                                                          | Oscar Robertson (2)      | Cincinnati Royals       | Bob Cousy (11)           | Boston Celtics                             |
| 1962/63                                                                          | Elgin Baylor (5)         | Los Angeles Lakers      | Tom Heinsohn (3)         | Boston Celtics                             |
| 1962/63                                                                          | Bob Pettit (9)           | St. Louis Hawks         | Bailey Howell            | Detroit Pistons                            |
| 1962/63                                                                          | Bill Russell (6)         | Boston Celtics          | Wilt Chamberlain (4)     | San Francisco Warriors                     |
| 1962/63                                                                          | Oscar Robertson (3)      | Cincinnati Royals       | Bob Cousy (12)           | Boston Celtics                             |
| 1962/63                                                                          | Jerry West (2)           | Los Angeles Lakers      | Hal Greer                | Syracuse Nationals                         |
| 1963/64                                                                          | Bob Pettit (10)          | St. Louis Hawks         | Tom Heinsohn (4)         | Boston Celtics                             |
| 1963/64                                                                          | Elgin Baylor (6)         | Los Angeles Lakers      | Jerry Lucas              | Cincinnati Royals                          |
| 1963/64                                                                          | Wilt Chamberlain (5)     | San Francisco Warriors  | Bill Russell (7)         | Boston Celtics                             |
| 1963/64                                                                          | Oscar Robertson (4)      | Cincinnati Royals       | John Havlicek            | Boston Celtics                             |
| 1963/64                                                                          | Jerry West (3)           | Los Angeles Lakers      | Hal Greer (2)            | Philadelphia 76ers                         |
| 1964/65                                                                          | Elgin Baylor (7)         | Los Angeles Lakers      | Bob Pettit (11)          | St. Louis Hawks                            |
| 1964/65                                                                          | Jerry Lucas (2)          | Cincinnati Royals       | Gus Johnson              | Baltimore Bullets                          |
| 1964/65                                                                          | Bill Russell (8)         | Boston Celtics          | Wilt Chamberlain (6)     | San Francisco Warriors/ Philadelphia 76ers |
| 1964/65                                                                          | Oscar Robertson (5)      | Cincinnati Royals       | Sam Jones                | Boston Celtics                             |
| 1964/65                                                                          | Jerry West (4)           | Los Angeles Lakers      | Hal Greer (3)            | Philadelphia 76ers                         |
| 1965/66                                                                          | Rick Barry               | San Francisco Warriors  | John Havlicek (2)        | Boston Celtics                             |
| 1965/66                                                                          | Jerry Lucas (3)          | Cincinnati Royals       | Gus Johnson (2)          | Baltimore Bullets                          |
| 1965/66                                                                          | Wilt Chamberlain (7)     | Philadelphia 76ers      | Bill Russell (9)         | Boston Celtics                             |
| 1965/66                                                                          | Oscar Robertson (6)      | Cincinnati Royals       | Sam Jones (2)            | Boston Celtics                             |
| 1965/66                                                                          | Jerry West (5)           | Los Angeles Lakers      | Hal Greer (4)            | Philadelphia 76ers                         |
| 1966/67                                                                          | Rick Barry (2)           | San Francisco Warriors  | Willis Reed              | New York Knicks                            |
| 1966/67                                                                          | Elgin Baylor (8)         | Los Angeles Lakers      | Jerry Lucas (4)          | Cincinnati Royals                          |
| 1966/67                                                                          | Wilt Chamberlain (8)     | Philadelphia 76ers      | Bill Russell (10)        | Boston Celtics                             |
| 1966/67                                                                          | Jerry West (6)           | Los Angeles Lakers      | Hal Greer (5))           | Philadelphia 76ers                         |
| 1966/67                                                                          | Oscar Robertson (7)      | Cincinnati Royals       | Sam Jones (3)            | Boston Celtics                             |
| 1967/68                                                                          | Elgin Baylor (9)         | Los Angeles Lakers      | Willis Reed (2)          | New York Knicks                            |
| 1967/68                                                                          | Jerry Lucas (5)          | Cincinnati Royals       | John Havlicek (3)        | Boston Celtics                             |
| 1967/68                                                                          | Wilt Chamberlain (9)     | Philadelphia 76ers      | Bill Russell (11)        | Boston Celtics                             |
| 1967/68                                                                          | Dave Bing                | Detroit Pistons         | Hal Greer (6)            | Philadelphia 76ers                         |
| 1967/68                                                                          | Oscar Robertson (8)      | Cincinnati Royals       | Jerry West (7)           | Los Angeles Lakers                         |
| 1968/69                                                                          | Billy Cunningham         | Philadelphia 76ers      | John Havlicek (4)        | Boston Celtics                             |
| 1968/69                                                                          | Elgin Baylor (10)        | Los Angeles Lakers      | Dave DeBusschere         | New York Knicks                            |
| 1968/69                                                                          | Wes Unseld               | Baltimore Bullets       | Willis Reed (3)          | New York Knicks                            |
| 1968/69                                                                          | Earl Monroe              | Baltimore Bullets       | Hal Greer (7)            | Philadelphia 76ers                         |
| 1968/69                                                                          | Oscar Robertson (9)      | Cincinnati Royals       | Jerry West (8)           | Los Angeles Lakers                         |
| 1969/70                                                                          | Billy Cunningham (2)     | Philadelphia 76ers      | John Havlicek (5)        | Boston Celtics                             |
| 1969/70                                                                          | Connie Hawkins           | Phoenix Suns            | Gus Johnson (3)          | Baltimore Bullets                          |
| 1969/70                                                                          | Willis Reed (4)          | New York Knicks         | Kareem Abdul-Jabbar      | Milwaukee Bucks                            |
| 1969/70                                                                          | Jerry West (9)           | Los Angeles Lakers      | Lou Hudson               | Atlanta Hawks                              |
| 1969/70                                                                          | Walt Frazier             | New York Knicks         | Oscar Robertson (10)     | Cincinnati Royals                          |
| 1970/71                                                                          | John Havlicek (6)        | Boston Celtics          | Gus Johnson (4)          | Baltimore Bullets                          |
| 1970/71                                                                          | Billy Cunningham (3)     | Philadelphia 76ers      | Bob Love                 | Chicago Bulls                              |
| 1970/71                                                                          | Kareem Abdul-Jabbar (2)  | Milwaukee Bucks         | Willis Reed (5)          | New York Knicks                            |
| 1970/71                                                                          | Jerry West (10)          | Los Angeles Lakers      | Walt Frazier (2)         | New York Knicks                            |
| 1970/71                                                                          | Dave Bing (2)            | Detroit Pistons         | Oscar Robertson (11)     | Milwaukee Bucks                            |
| 1971/72                                                                          | John Havlicek (7)        | Boston Celtics          | Bob Love (2)             | Chicago Bulls                              |
| 1971/72                                                                          | Spencer Haywood          | Seattle SuperSonics     | Billy Cunningham (4)     | Philadelphia 76ers                         |
| 1971/72                                                                          | Kareem Abdul-Jabbar (3)  | Milwaukee Bucks         | Wilt Chamberlain (10)    | Los Angeles Lakers                         |
| 1971/72                                                                          | Jerry West (11)          | Los Angeles Lakers      | Nate Archibald           | Cincinnati Royals                          |
| 1971/72                                                                          | Walt Frazier 53          | New York Knicks         | Archie Clark             | Baltimore Bullets                          |
| 1972/73                                                                          | John Havlicek (8)        | Boston Celtics          | Elvin Hayes              | Baltimore Bullets                          |
| 1972/73                                                                          | Spencer Haywood (2)      | Seattle SuperSonics     | Rick Barry (3)           | Golden State Warriors                      |
| 1972/73                                                                          | Kareem Abdul-Jabbar (4)  | Milwaukee Bucks         | Dave Cowens              | Boston Celtics                             |
| 1972/73                                                                          | Nate Archibald (2)       | Kansas City/Omaha Kings | Walt Frazier (4)         | New York Knicks                            |
| 1972/73                                                                          | Jerry West (12)          | Los Angeles Lakers      | Pete Maravich            | Atlanta Hawks                              |
| 1973/74                                                                          | John Havlicek (9)        | Boston Celtics          | Elvin Hayes (2)          | Capital Bullets                            |
| 1973/74                                                                          | Rick Barry (4)           | Golden State Warriors   | Spencer Haywood (3)      | Seattle SuperSonics                        |
| 1973/74                                                                          | Kareem Abdul-Jabbar (5)  | Milwaukee Bucks         | Bob McAdoo               | Buffalo Braves                             |
| 1973/74                                                                          | Walt Frazier (5)         | New York Knicks         | Dave Bing (3)            | Detroit Pistons                            |
| 1973/74                                                                          | Gail Goodrich            | Los Angeles Lakers      | Norm Van Lier            | Chicago Bulls                              |
| 1974/75                                                                          | Rick Barry (5)           | Golden State Warriors   | John Havlicek (10)       | Boston Celtics                             |
| 1974/75                                                                          | Elvin Hayes (3)          | Washington Bullets      | Spencer Haywood (4)      | Seattle SuperSonics                        |
| 1974/75                                                                          | Bob McAdoo (2)           | Buffalo Braves          | Dave Cowens (2)          | Boston Celtics                             |
| 1974/75                                                                          | Nate Archibald (3)       | Kansas City/Omaha Kings | Phil Chenier             | Washington Bullets                         |
| 1974/75                                                                          | Walt Frazier (6)         | New York Knicks         | Jo Jo White              | Boston Celtics                             |
| 1975/76                                                                          | Rick Barry (6)           | Golden State Warriors   | Elvin Hayes (4)          | Washington Bullets                         |
| 1975/76                                                                          | George McGinnis          | Philadelphia 76ers      | John Havlicek (11)       | Boston Celtics                             |
| 1975/76                                                                          | Kareem Abdul-Jabbar (6)  | Los Angeles Lakers      | Dave Cowens (3)          | Boston Celtics                             |
| 1975/76                                                                          | Nate Archibald (4)       | Kansas City Kings       | Randy Smith              | Buffalo Braves                             |
| 1975/76                                                                          | Pete Maravich (2)        | New Orleans Jazz        | Phil Smith               | Golden State Warriors                      |
| 1976/77                                                                          | Elvin Hayes (5)          | Washington Bullets      | Julius Erving            | Philadelphia 76ers                         |
| 1976/77                                                                          | David Thompson           | Denver Nuggets          | George McGinnis (2)      | Philadelphia 76ers                         |
| 1976/77                                                                          | Kareem Abdul-Jabbar (7)  | Los Angeles Lakers      | Bill Walton              | Portland Trail Blazers                     |
| 1976/77                                                                          | Pete Maravich (3)        | New Orleans Jazz        | George Gervin            | San Antonio Spurs                          |
| 1976/77                                                                          | Paul Westphal            | Phoenix Suns            | Jo Jo White (2)          | Boston Celtics                             |
| 1977/78                                                                          | Leonard Robinson         | New Orleans Jazz        | Walter Davis             | Phoenix Suns                               |
| 1977/78                                                                          | Julius Erving (2)        | Philadelphia 76ers      | Maurice Lucas            | Portland Trail Blazers                     |
| 1977/78                                                                          | Bill Walton (2)          | Portland Trail Blazers  | Kareem Abdul-Jabbar (8)  | Los Angeles Lakers                         |
| 1977/78                                                                          | George Gervin (2)        | San Antonio Spurs       | Paul Westphal (2)        | Phoenix Suns                               |
| 1977/78                                                                          | David Thompson (2)       | Denver Nuggets          | Pete Maravich (4)        | New Orleans Jazz                           |
| 1978/79                                                                          | Marques Johnson          | Milwaukee Bucks         | Walter Davis (2)         | Phoenix Suns                               |
| 1978/79                                                                          | Elvin Hayes (6)          | Washington Bullets      | Bobby Dandridge          | Washington Bullets                         |
| 1978/79                                                                          | Moses Malone             | Houston Rockets         | Kareem Abdul-Jabbar (9)  | Los Angeles Lakers                         |
| 1978/79                                                                          | George Gervin (3)        | San Antonio Spurs       | World B. Free            | San Diego Clippers                         |
| 1978/79                                                                          | Paul Westphal (3)        | Phoenix Suns            | Phil Ford                | Kansas City Kings                          |
| 1979/80                                                                          | Julius Erving (3)        | Philadelphia 76ers      | Dan Roundfield           | Atlanta Hawks                              |
| 1979/80                                                                          | Larry Bird               | Boston Celtics          | Marques Johnson (2)      | Milwaukee Bucks                            |
| 1979/80                                                                          | Kareem Abdul-Jabbar (10) | Los Angeles Lakers      | Moses Malone (2)         | Houston Rockets                            |
| 1979/80                                                                          | George Gervin (4)        | San Antonio Spurs       | Dennis Johnson           | Seattle SuperSonics                        |
| 1979/80                                                                          | Paul Westphal (4)        | Phoenix Suns            | Gus Williams             | Seattle SuperSonics                        |
| 1980/81                                                                          | Julius Erving (4)        | Philadelphia 76ers      | Marques Johnson (3)      | Milwaukee Bucks                            |
| 1980/81                                                                          | Larry Bird (2)           | Boston Celtics          | Adrian Dantley           | Utah Jazz                                  |
| 1980/81                                                                          | Kareem Abdul-Jabbar (11) | Los Angeles Lakers      | Moses Malone (3)         | Houston Rockets                            |
| 1980/81                                                                          | George Gervin (5)        | San Antonio Spurs       | Otis Birdsong            | Kansas City Kings                          |
| 1980/81                                                                          | Dennis Johnson (2)       | Phoenix Suns            | Nate Archibald (5)       | Boston Celtics                             |
| 1981/82                                                                          | Larry Bird (3)           | Boston Celtics          | Alex English             | Denver Nuggets                             |
| 1981/82                                                                          | Julius Erving (5)        | Philadelphia 76ers      | Bernard King             | Golden State Warriors                      |
| 1981/82                                                                          | Moses Malone (4)         | Houston Rockets         | Robert Parish            | Boston Celtics                             |
| 1981/82                                                                          | George Gervin (6)        | San Antonio Spurs       | Magic Johnson            | Los Angeles Lakers                         |
| 1981/82                                                                          | Gus Williams (2)         | Seattle SuperSonics     | Sidney Moncrief          | Milwaukee Bucks                            |
| 1982/83                                                                          | Larry Bird (4)           | Boston Celtics          | Alex English (2)         | Denver Nuggets                             |
| 1982/83                                                                          | Julius Erving (6)        | Philadelphia 76ers      | Buck Williams            | New Jersey Nets                            |
| 1982/83                                                                          | Moses Malone (5)         | Philadelphia 76ers      | Kareem Abdul-Jabbar (12) | Los Angeles Lakers                         |
| 1982/83                                                                          | Magic Johnson (2)        | Los Angeles Lakers      | George Gervin (7)        | San Antonio Spurs                          |
| 1982/83                                                                          | Sidney Moncrief (2)      | Milwaukee Bucks         | Isiah Thomas             | Detroit Pistons                            |
| 1983/84                                                                          | Larry Bird (5)           | Boston Celtics          | Julius Erving (7)        | Philadelphia 76ers                         |
| 1983/84                                                                          | Bernard King (2)         | New York Knicks         | Adrian Dantley (2)       | Utah Jazz                                  |
| 1983/84                                                                          | Kareem Abdul-Jabbar (13) | Los Angeles Lakers      | Moses Malone (6)         | Philadelphia 76ers                         |
| 1983/84                                                                          | Magic Johnson (3)        | Los Angeles Lakers      | Sidney Moncrief (3)      | Milwaukee Bucks                            |
| 1983/84                                                                          | Isiah Thomas (2)         | Detroit Pistons         | Jim Paxson               | Portland Trail Blazers                     |
| 1984/85                                                                          | Larry Bird (6)           | Boston Celtics          | Terry Cummings           | Milwaukee Bucks                            |
| 1984/85                                                                          | Bernard King (3)         | New York Knicks         | Ralph Sampson            | Houston Rockets                            |
| 1984/85                                                                          | Moses Malone (7)         | Philadelphia 76ers      | Kareem Abdul-Jabbar (14) | Los Angeles Lakers                         |
| 1984/85                                                                          | Magic Johnson (4)        | Los Angeles Lakers      | Michael Jordan           | Chicago Bulls                              |
| 1984/85                                                                          | Isiah Thomas (3)         | Detroit Pistons         | Sidney Moncrief (4)      | Milwaukee Bucks                            |
| 1985/86                                                                          | Larry Bird (7)           | Boston Celtics          | Charles Barkley          | Philadelphia 76ers                         |
| 1985/86                                                                          | Dominique Wilkins        | Atlanta Hawks           | Alex English (3)         | Denver Nuggets                             |
| 1985/86                                                                          | Kareem Abdul-Jabbar (15) | Los Angeles Lakers      | Hakeem Olajuwon          | Houston Rockets                            |
| 1985/86                                                                          | Magic Johnson (5)        | Los Angeles Lakers      | Sidney Moncrief (5)      | Milwaukee Bucks                            |
| 1985/86                                                                          | Isiah Thomas (4)         | Detroit Pistons         | Alvin Robertson          | San Antonio Spurs                          |
| 1986/87                                                                          | Larry Bird (8)           | Boston Celtics          | Dominique Wilkins (2)    | Atlanta Hawks                              |
| 1986/87                                                                          | Kevin McHale             | Boston Celtics          | Charles Barkley (2)      | Philadelphia 76ers                         |
| 1986/87                                                                          | Hakeem Olajuwon (2)      | Houston Rockets         | Moses Malone (8)         | Washington Bullets                         |
| 1986/87                                                                          | Magic Johnson (6)        | Los Angeles Lakers      | Isiah Thomas (5)         | Detroit Pistons                            |
| 1986/87                                                                          | Michael Jordan (2)       | Chicago Bulls           | Fat Lever                | Denver Nuggets                             |
| 1987/88                                                                          | Larry Bird (9)           | Boston Celtics          | Karl Malone              | Utah Jazz                                  |
| 1987/88                                                                          | Charles Barkley (3)      | Philadelphia 76ers      | Dominique Wilkins (3)    | Atlanta Hawks                              |
| 1987/88                                                                          | Hakeem Olajuwon (3)      | Houston Rockets         | Patrick Ewing            | New York Knicks                            |
| 1987/88                                                                          | Michael Jordan (3)       | Chicago Bulls           | Clyde Drexler            | Portland Trail Blazers                     |
| 1987/88                                                                          | Magic Johnson (7)        | Los Angeles Lakers      | John Stockton            | Utah Jazz                                  |

## Seit 1988
Seit 1988/89 werden insgesamt drei All-NBA Teams geehrt
 – Mitglied der Naismith Memorial Basketball Hall of Fame als Spieler
 – Aktiver Spieler der NBA in der Saison 2024/25 (^)
| Saison                                                        | First team                   | First team             | Second team                | Second team            | Third team              | Third team             |
| Saison                                                        | Spieler                      | Team                   | Spieler                    | Team                   | Spieler                 | Team                   |
| ------------------------------------------------------------- | ---------------------------- | ---------------------- | -------------------------- | ---------------------- | ----------------------- | ---------------------- |
| 1988/89                                                       | Karl Malone (2)              | Utah Jazz              | Tom Chambers               | Phoenix Suns           | Dominique Wilkins (4)   | Atlanta Hawks          |
| 1988/89                                                       | Charles Barkley (4)          | Philadelphia 76ers     | Chris Mullin               | Golden State Warriors  | Terry Cummings (2)      | Milwaukee Bucks        |
| 1988/89                                                       | Hakeem Olajuwon (4)          | Houston Rockets        | Patrick Ewing (2)          | New York Knicks        | Robert Parish (2)       | Boston Celtics         |
| 1988/89                                                       | Magic Johnson (8)            | Los Angeles Lakers     | John Stockton (2)          | Utah Jazz              | Dale Ellis              | Seattle SuperSonics    |
| 1988/89                                                       | Michael Jordan (4)           | Chicago Bulls          | Kevin Johnson              | Phoenix Suns           | Mark Price              | Cleveland Cavaliers    |
| 1989/90                                                       | Karl Malone (3)              | Utah Jazz              | Larry Bird (10)            | Boston Celtics         | James Worthy            | Los Angeles Lakers     |
| 1989/90                                                       | Charles Barkley (5)          | Philadelphia 76ers     | Tom Chambers (2)           | Phoenix Suns           | Chris Mullin (2)        | Golden State Warriors  |
| 1989/90                                                       | Patrick Ewing (3)            | New York Knicks        | Hakeem Olajuwon (5)        | Houston Rockets        | David Robinson          | San Antonio Spurs      |
| 1989/90                                                       | Magic Johnson (9)            | Los Angeles Lakers     | John Stockton (3)          | Utah Jazz              | Clyde Drexler (2)       | Portland Trail Blazers |
| 1989/90                                                       | Michael Jordan (5)           | Chicago Bulls          | Kevin Johnson (2)          | Phoenix Suns           | Joe Dumars              | Detroit Pistons        |
| 1990/91                                                       | Karl Malone (4)              | Utah Jazz              | Dominique Wilkins (5)      | Atlanta Hawks          | James Worthy (2)        | Los Angeles Lakers     |
| 1990/91                                                       | Charles Barkley (6)          | Philadelphia 76ers     | Chris Mullin (3)           | Golden State Warriors  | Bernard King (4)        | Washington Bullets     |
| 1990/91                                                       | David Robinson (2)           | San Antonio Spurs      | Patrick Ewing (4)          | New York Knicks        | Hakeem Olajuwon (6)     | Houston Rockets        |
| 1990/91                                                       | Michael Jordan (6)           | Chicago Bulls          | Kevin Johnson (3)          | Phoenix Suns           | John Stockton (4)       | Utah Jazz              |
| 1990/91                                                       | Magic Johnson (10)           | Los Angeles Lakers     | Clyde Drexler (3)          | Portland Trail Blazers | Joe Dumars (2)          | Detroit Pistons        |
| 1991/92                                                       | Karl Malone (5)              | Utah Jazz              | Scottie Pippen             | Chicago Bulls          | Dennis Rodman           | Detroit Pistons        |
| 1991/92                                                       | Chris Mullin (4)             | Golden State Warriors  | Charles Barkley (7)        | Philadelphia 76ers     | Kevin Willis            | Atlanta Hawks          |
| 1991/92                                                       | David Robinson (3)           | San Antonio Spurs      | Patrick Ewing (5)          | New York Knicks        | Brad Daugherty          | Cleveland Cavaliers    |
| 1991/92                                                       | Michael Jordan (7)           | Chicago Bulls          | Tim Hardaway               | Golden State Warriors  | Mark Price (2)          | Cleveland Cavaliers    |
| 1991/92                                                       | Clyde Drexler (4)            | Portland Trail Blazers | John Stockton (5)          | Utah Jazz              | Kevin Johnson (4)       | Phoenix Suns           |
| 1992/93                                                       | Charles Barkley (8)          | Phoenix Suns           | Dominique Wilkins (6)      | Atlanta Hawks          | Scottie Pippen (2)      | Chicago Bulls          |
| 1992/93                                                       | Karl Malone (6)              | Utah Jazz              | Larry Johnson              | Charlotte Hornets      | Derrick Coleman         | New Jersey Nets        |
| 1992/93                                                       | Hakeem Olajuwon (7)          | Houston Rockets        | Patrick Ewing (6)          | New York Knicks        | David Robinson (4)      | San Antonio Spurs      |
| 1992/93                                                       | Michael Jordan (8)           | Chicago Bulls          | John Stockton (6)          | Utah Jazz              | Tim Hardaway (2)        | Golden State Warriors  |
| 1992/93                                                       | Mark Price (3)               | Cleveland Cavaliers    | Joe Dumars (3)             | Detroit Pistons        | Dražen Petrović         | New Jersey Nets        |
| 1993/94                                                       | Scottie Pippen (3)           | Chicago Bulls          | Shawn Kemp                 | Seattle SuperSonics    | Derrick Coleman (2)     | New Jersey Nets        |
| 1993/94                                                       | Karl Malone (7)              | Utah Jazz              | Charles Barkley (9)        | Phoenix Suns           | Dominique Wilkins (7)   | Los Angeles Clippers   |
| 1993/94                                                       | Hakeem Olajuwon (8)          | Houston Rockets        | David Robinson (5)         | San Antonio Spurs      | Shaquille O’Neal        | Orlando Magic          |
| 1993/94                                                       | John Stockton (7)            | Utah Jazz              | Mitch Richmond             | Sacramento Kings       | Mark Price (4)          | Cleveland Cavaliers    |
| 1993/94                                                       | Latrell Sprewell             | Golden State Warriors  | Kevin Johnson (5)          | Phoenix Suns           | Gary Payton             | Seattle SuperSonics    |
| 1994/95                                                       | Scottie Pippen (4)           | Chicago Bulls          | Shawn Kemp (2)             | Seattle SuperSonics    | Detlef Schrempf         | Seattle SuperSonics    |
| 1994/95                                                       | Karl Malone (8)              | Utah Jazz              | Charles Barkley (10)       | Phoenix Suns           | Dennis Rodman (2)       | Detroit Pistons        |
| 1994/95                                                       | David Robinson (6)           | San Antonio Spurs      | Shaquille O’Neal (2)       | Orlando Magic          | Hakeem Olajuwon (9)     | Houston Rockets        |
| 1994/95                                                       | John Stockton (8)            | Utah Jazz              | Mitch Richmond (2)         | Sacramento Kings       | Reggie Miller           | Indiana Pacers         |
| 1994/95                                                       | Penny Hardaway               | Orlando Magic          | Gary Payton (2)            | Seattle SuperSonics    | Clyde Drexler (5)       | Houston Rockets        |
| 1995/96                                                       | Scottie Pippen (5)           | Chicago Bulls          | Shawn Kemp (3)             | Seattle SuperSonics    | Charles Barkley (11)    | Phoenix Suns           |
| 1995/96                                                       | Karl Malone (9)              | Utah Jazz              | Grant Hill                 | Detroit Pistons        | Juwan Howard            | Washington Bullets     |
| 1995/96                                                       | David Robinson (7)           | San Antonio Spurs      | Hakeem Olajuwon (10)       | Houston Rockets        | Shaquille O’Neal (3)    | Orlando Magic          |
| 1995/96                                                       | Michael Jordan (9)           | Chicago Bulls          | Gary Payton (3)            | Seattle SuperSonics    | Mitch Richmond (3)      | Sacramento Kings       |
| 1995/96                                                       | Penny Hardaway (2)           | Orlando Magic          | John Stockton (9)          | Utah Jazz              | Reggie Miller (2)       | Indiana Pacers         |
| 1996/97                                                       | Grant Hill (2)               | Detroit Pistons        | Scottie Pippen (6)         | Chicago Bulls          | Anthony Mason           | Charlotte Hornets      |
| 1996/97                                                       | Karl Malone (10)             | Utah Jazz              | Glen Rice                  | Charlotte Hornets      | Vin Baker               | Milwaukee Bucks        |
| 1996/97                                                       | Hakeem Olajuwon (11)         | Houston Rockets        | Patrick Ewing (7)          | New York Knicks        | Shaquille O’Neal (4)    | Los Angeles Lakers     |
| 1996/97                                                       | Michael Jordan (10)          | Chicago Bulls          | Gary Payton (7)            | Seattle SuperSonics    | John Stockton (10)      | Utah Jazz              |
| 1996/97                                                       | Tim Hardaway (3)             | Miami Heat             | Mitch Richmond (4)         | Sacramento Kings       | Penny Hardaway (3)      | Orlando Magic          |
| 1997/98                                                       | Karl Malone (11)             | Utah Jazz              | Grant Hill (3)             | Detroit Pistons        | Scottie Pippen (7)      | Chicago Bulls          |
| 1997/98                                                       | Tim Duncan                   | San Antonio Spurs      | Vin Baker (2)              | Seattle SuperSonics    | Glen Rice (2)           | Charlotte Hornets      |
| 1997/98                                                       | Shaquille O’Neal (5)         | Los Angeles Lakers     | David Robinson (8)         | San Antonio Spurs      | Dikembe Mutombo         | Atlanta Hawks          |
| 1997/98                                                       | Michael Jordan (11)          | Chicago Bulls          | Tim Hardaway (4)           | Miami Heat             | Mitch Richmond (5)      | Sacramento Kings       |
| 1997/98                                                       | Gary Payton (5)              | Seattle SuperSonics    | Rod Strickland             | Washington Wizards     | Reggie Miller (3)       | Indiana Pacers         |
| 1998/99                                                       | Karl Malone (12)             | Utah Jazz              | Chris Webber               | Sacramento Kings       | Kevin Garnett           | Minnesota Timberwolves |
| 1998/99                                                       | Tim Duncan (2)               | San Antonio Spurs      | Grant Hill (4)             | Detroit Pistons        | Antonio McDyess         | Denver Nuggets         |
| 1998/99                                                       | Alonzo Mourning              | Miami Heat             | Shaquille O’Neal (6)       | Los Angeles Lakers     | Hakeem Olajuwon (12)    | Houston Rockets        |
| 1998/99                                                       | Allen Iverson                | Philadelphia 76ers     | Gary Payton (6)            | Seattle SuperSonics    | Kobe Bryant             | Los Angeles Lakers     |
| 1998/99                                                       | Jason Kidd                   | Phoenix Suns           | Tim Hardaway (5)           | Miami Heat             | John Stockton (11)      | Utah Jazz              |
| 1999/00                                                       | Kevin Garnett (2)            | Minnesota Timberwolves | Karl Malone (13)           | Utah Jazz              | Chris Webber (2)        | Sacramento Kings       |
| 1999/00                                                       | Tim Duncan (3)               | San Antonio Spurs      | Grant Hill (5)             | Detroit Pistons        | Vince Carter            | Toronto Raptors        |
| 1999/00                                                       | Shaquille O’Neal (7)         | Los Angeles Lakers     | Alonzo Mourning (2)        | Miami Heat             | David Robinson (9)      | San Antonio Spurs      |
| 1999/00                                                       | Gary Payton (7)              | Seattle SuperSonics    | Allen Iverson (2)          | Philadelphia 76ers     | Eddie Jones             | Charlotte Hornets      |
| 1999/00                                                       | Jason Kidd (2)               | Phoenix Suns           | Kobe Bryant (2)            | Los Angeles Lakers     | Stephon Marbury         | New Jersey Nets        |
| 2000/01                                                       | Tim Duncan (4)               | San Antonio Spurs      | Kevin Garnett (3)          | Minnesota Timberwolves | Karl Malone (14)        | Utah Jazz              |
| 2000/01                                                       | Chris Webber (3)             | Sacramento Kings       | Vince Carter (2)           | Toronto Raptors        | Dirk Nowitzki           | Dallas Mavericks       |
| 2000/01                                                       | Shaquille O’Neal (8)         | Los Angeles Lakers     | Dikembe Mutombo (2)        | Philadelphia 76ers     | David Robinson (10)     | San Antonio Spurs      |
| 2000/01                                                       | Allen Iverson (3)            | Philadelphia 76ers     | Kobe Bryant (3)            | Los Angeles Lakers     | Gary Payton (8)         | Seattle SuperSonics    |
| 2000/01                                                       | Jason Kidd (3)               | Phoenix Suns           | Tracy McGrady              | Orlando Magic          | Ray Allen               | Milwaukee Bucks        |
| 2001/02                                                       | Tim Duncan (5)               | San Antonio Spurs      | Kevin Garnett (4)          | Minnesota Timberwolves | Ben Wallace             | Detroit Pistons        |
| 2001/02                                                       | Tracy McGrady (2)            | Orlando Magic          | Chris Webber (4)           | Sacramento Kings       | Jermaine O’Neal         | Indiana Pacers         |
| 2001/02                                                       | Shaquille O’Neal (9)         | Los Angeles Lakers     | Dirk Nowitzki (2)          | Dallas Mavericks       | Dikembe Mutombo (3)     | Philadelphia 76ers     |
| 2001/02                                                       | Jason Kidd (4)               | New Jersey Nets        | Gary Payton (9)            | Seattle SuperSonics    | Paul Pierce             | Boston Celtics         |
| 2001/02                                                       | Kobe Bryant (4)              | Los Angeles Lakers     | Allen Iverson (4)          | Philadelphia 76ers     | Steve Nash              | Dallas Mavericks       |
| 2002/03                                                       | Tim Duncan (6)               | San Antonio Spurs      | Dirk Nowitzki (3)          | Dallas Mavericks       | Paul Pierce (2)         | Boston Celtics         |
| 2002/03                                                       | Kevin Garnett (5)            | Minnesota Timberwolves | Chris Webber (5)           | Sacramento Kings       | Jamal Mashburn          | New Orleans Hornets    |
| 2002/03                                                       | Shaquille O’Neal (10)        | Los Angeles Lakers     | Ben Wallace (2)            | Detroit Pistons        | Jermaine O’Neal (2)     | Indiana Pacers         |
| 2002/03                                                       | Kobe Bryant (5)              | Los Angeles Lakers     | Jason Kidd (5)             | New Jersey Nets        | Stephon Marbury (2)     | Phoenix Suns           |
| 2002/03                                                       | Tracy McGrady (3)            | Orlando Magic          | Allen Iverson (5)          | Philadelphia 76ers     | Steve Nash (2)          | Dallas Mavericks       |
| 2003/04                                                       | Kevin Garnett (6)            | Minnesota Timberwolves | Jermaine O’Neal (3)        | Indiana Pacers         | Dirk Nowitzki (4)       | Dallas Mavericks       |
| 2003/04                                                       | Tim Duncan (7)               | San Antonio Spurs      | Peja Stojaković            | Sacramento Kings       | Metta World Peace       | Indiana Pacers         |
| 2003/04                                                       | Shaquille O’Neal (11)        | Los Angeles Lakers     | Ben Wallace (3)            | Detroit Pistons        | Yao Ming                | Houston Rockets        |
| 2003/04                                                       | Kobe Bryant (6)              | Los Angeles Lakers     | Sam Cassell                | Minnesota Timberwolves | Michael Redd            | Milwaukee Bucks        |
| 2003/04                                                       | Jason Kidd (6)               | New Jersey Nets        | Tracy McGrady (4)          | Orlando Magic          | Baron Davis             | New Orleans Hornets    |
| 2004/05                                                       | Tim Duncan (8)               | San Antonio Spurs      | LeBron James^              | Cleveland Cavaliers    | Tracy McGrady (5)       | Houston Rockets        |
| 2004/05                                                       | Dirk Nowitzki (5)            | Dallas Mavericks       | Kevin Garnett (7)          | Minnesota Timberwolves | Shawn Marion            | Phoenix Suns           |
| 2004/05                                                       | Shaquille O’Neal (12)        | Miami Heat             | Amar'e Stoudemire          | Phoenix Suns           | Ben Wallace (4)         | Detroit Pistons        |
| 2004/05                                                       | Allen Iverson (6)            | Philadelphia 76ers     | Dwyane Wade                | Miami Heat             | Kobe Bryant (7)         | Los Angeles Lakers     |
| 2004/05                                                       | Steve Nash (3)               | Phoenix Suns           | Ray Allen (2)              | Seattle SuperSonics    | Gilbert Arenas          | Washington Wizards     |
| 2005/06                                                       | LeBron James^ (2)            | Cleveland Cavaliers    | Elton Brand                | Los Angeles Clippers   | Shawn Marion (2)        | Phoenix Suns           |
| 2005/06                                                       | Dirk Nowitzki (6)            | Dallas Mavericks       | Tim Duncan (9)             | San Antonio Spurs      | Carmelo Anthony         | Denver Nuggets         |
| 2005/06                                                       | Shaquille O’Neal (13)        | Miami Heat             | Ben Wallace (5)            | Detroit Pistons        | Yao Ming (2)            | Houston Rockets        |
| 2005/06                                                       | Kobe Bryant (8)              | Los Angeles Lakers     | Dwyane Wade (2)            | Miami Heat             | Allen Iverson (7)       | Philadelphia 76ers     |
| 2005/06                                                       | Steve Nash (4)               | Phoenix Suns           | Chauncey Billups           | Detroit Pistons        | Gilbert Arenas (2)      | Washington Wizards     |
| 2006/07                                                       | Dirk Nowitzki (7)            | Dallas Mavericks       | LeBron James^ (3)          | Cleveland Cavaliers    | Kevin Garnett (8)       | Minnesota Timberwolves |
| 2006/07                                                       | Tim Duncan (10)              | San Antonio Spurs      | Chris Bosh                 | Toronto Raptors        | Carmelo Anthony (2)     | Denver Nuggets         |
| 2006/07                                                       | Amar'e Stoudemire (2)        | Phoenix Suns           | Yao Ming (3)               | Houston Rockets        | Dwight Howard           | Orlando Magic          |
| 2006/07                                                       | Steve Nash (5)               | Phoenix Suns           | Gilbert Arenas (3)         | Washington Wizards     | Dwyane Wade (3)         | Miami Heat             |
| 2006/07                                                       | Kobe Bryant (9)              | Los Angeles Lakers     | Tracy McGrady (6)          | Houston Rockets        | Chauncey Billups (2)    | Detroit Pistons        |
| 2007/08                                                       | Kevin Garnett (9)            | Boston Celtics         | Dirk Nowitzki (8)          | Dallas Mavericks       | Carlos Boozer           | Utah Jazz              |
| 2007/08                                                       | LeBron James^ (4)            | Cleveland Cavaliers    | Tim Duncan (11)            | San Antonio Spurs      | Paul Pierce (3)         | Boston Celtics         |
| 2007/08                                                       | Dwight Howard (2)            | Orlando Magic          | Amar'e Stoudemire (3)      | Phoenix Suns           | Yao Ming (4)            | Houston Rockets        |
| 2007/08                                                       | Kobe Bryant (10)             | Los Angeles Lakers     | Steve Nash (6)             | Phoenix Suns           | Tracy McGrady (7)       | Houston Rockets        |
| 2007/08                                                       | Chris Paul^                  | New Orleans Hornets    | Deron Williams             | Utah Jazz              | Manu Ginobili           | San Antonio Spurs      |
| 2008/09                                                       | LeBron James^ (5)            | Cleveland Cavaliers    | Tim Duncan (12)            | San Antonio Spurs      | Carmelo Anthony (3)     | Denver Nuggets         |
| 2008/09                                                       | Dirk Nowitzki (9)            | Dallas Mavericks       | Paul Pierce (4)            | Boston Celtics         | Pau Gasol               | Los Angeles Lakers     |
| 2008/09                                                       | Dwight Howard (3)            | Orlando Magic          | Yao Ming (5)               | Houston Rockets        | Shaquille O’Neal (14)   | Phoenix Suns           |
| 2008/09                                                       | Kobe Bryant (11)             | Los Angeles Lakers     | Brandon Roy                | Portland Trail Blazers | Chauncey Billups (3)    | Denver Nuggets         |
| 2008/09                                                       | Dwyane Wade (4)              | Miami Heat             | Chris Paul^ (2)            | New Orleans Hornets    | Tony Parker             | San Antonio Spurs      |
| 2009/10                                                       | LeBron James^ (6)            | Cleveland Cavaliers    | Carmelo Anthony (4)        | Denver Nuggets         | Pau Gasol (2)           | Los Angeles Lakers     |
| 2009/10                                                       | Kevin Durant^                | Oklahoma City Thunder  | Dirk Nowitzki (10)         | Dallas Mavericks       | Tim Duncan (13)         | San Antonio Spurs      |
| 2009/10                                                       | Dwight Howard (4)            | Orlando Magic          | Amar'e Stoudemire (4)      | Phoenix Suns           | Andrew Bogut            | Milwaukee Bucks        |
| 2009/10                                                       | Kobe Bryant (12)             | Los Angeles Lakers     | Deron Williams (2)         | Utah Jazz              | Joe Johnson             | Atlanta Hawks          |
| 2009/10                                                       | Dwyane Wade (5)              | Miami Heat             | Steve Nash (7)             | Phoenix Suns           | Brandon Roy (2)         | Portland Trail Blazers |
| 2010/11                                                       | LeBron James^ (7)            | Miami Heat             | Pau Gasol (3)              | Los Angeles Lakers     | Chris Paul^ (3)         | New Orleans Hornets    |
| 2010/11                                                       | Kevin Durant^ (2)            | Oklahoma City Thunder  | Dirk Nowitzki (11)         | Dallas Mavericks       | LaMarcus Aldridge       | Portland Trail Blazers |
| 2010/11                                                       | Dwight Howard (5)            | Orlando Magic          | Amar'e Stoudemire (5)      | New York Knicks        | Zach Randolph           | Memphis Grizzlies      |
| 2010/11                                                       | Kobe Bryant (13)             | Los Angeles Lakers     | Dwyane Wade (6)            | Miami Heat             | Al Horford^             | Atlanta Hawks          |
| 2010/11                                                       | Derrick Rose                 | Chicago Bulls          | Russell Westbrook^         | Oklahoma City Thunder  | Manu Ginobili (2)       | San Antonio Spurs      |
| 2011/12                                                       | LeBron James^ (8)            | Miami Heat             | Kevin Love^                | Minnesota Timberwolves | Carmelo Anthony (5)     | New York Knicks        |
| 2011/12                                                       | Kevin Durant^ (3)            | Oklahoma City Thunder  | Blake Griffin              | Los Angeles Clippers   | Dirk Nowitzki (12)      | Dallas Mavericks       |
| 2011/12                                                       | Dwight Howard (6)            | Orlando Magic          | Andrew Bynum               | Los Angeles Lakers     | Tyson Chandler          | New York Knicks        |
| 2011/12                                                       | Kobe Bryant (14)             | Los Angeles Lakers     | Tony Parker (2)            | San Antonio Spurs      | Dwyane Wade (7)         | Miami Heat             |
| 2011/12                                                       | Chris Paul^ (4)              | Los Angeles Clippers   | Russell Westbrook^ (2)     | Oklahoma City Thunder  | Rajon Rondo             | Boston Celtics         |
| 2012/13                                                       | LeBron James^ (9)            | Miami Heat             | Carmelo Anthony (6)        | New York Knicks        | David Lee               | Golden State Warriors  |
| 2012/13                                                       | Kevin Durant^ (4)            | Oklahoma City Thunder  | Blake Griffin (2)          | Los Angeles Clippers   | Paul George^            | Indiana Pacers         |
| 2012/13                                                       | Tim Duncan (14)              | San Antonio Spurs      | Marc Gasol                 | Memphis Grizzlies      | Dwight Howard (7)       | Los Angeles Lakers     |
| 2012/13                                                       | Kobe Bryant (15)             | Los Angeles Lakers     | Tony Parker (3)            | San Antonio Spurs      | Dwyane Wade (8)         | Miami Heat             |
| 2012/13                                                       | Chris Paul^ (5)              | Los Angeles Clippers   | Russell Westbrook^ (3)     | Oklahoma City Thunder  | James Harden^           | Houston Rockets        |
| 2013/14                                                       | Kevin Durant^ (5)            | Oklahoma City Thunder  | Blake Griffin (3)          | Los Angeles Clippers   | Paul George^ (2)        | Indiana Pacers         |
| 2013/14                                                       | LeBron James^ (10)           | Miami Heat             | Kevin Love^ (2)            | Minnesota Timberwolves | LaMarcus Aldridge (2)   | Portland Trail Blazers |
| 2013/14                                                       | Joakim Noah                  | Chicago Bulls          | Dwight Howard (8)          | Houston Rockets        | Al Jefferson            | Charlotte Hornets      |
| 2013/14                                                       | James Harden^ (2)            | Houston Rockets        | Stephen Curry^             | Golden State Warriors  | Goran Dragić            | Phoenix Suns           |
| 2013/14                                                       | Chris Paul^ (6)              | Los Angeles Clippers   | Tony Parker (4)            | San Antonio Spurs      | Damian Lillard^         | Portland Trail Blazers |
| 2014/15                                                       | LeBron James^ (11)           | Cleveland Cavaliers    | LaMarcus Aldridge (3)      | Portland Trail Blazers | Blake Griffin (4)       | Los Angeles Clippers   |
| 2014/15                                                       | Anthony Davis^               | New Orleans Pelicans   | DeMarcus Cousins           | Sacramento Kings       | Tim Duncan (15)         | San Antonio Spurs      |
| 2014/15                                                       | Marc Gasol (2)               | Memphis Grizzlies      | Pau Gasol (4)              | Chicago Bulls          | DeAndre Jordan^         | Los Angeles Clippers   |
| 2014/15                                                       | Stephen Curry^ (2)           | Golden State Warriors  | Russell Westbrook^ (4)     | Oklahoma City Thunder  | Klay Thompson^          | Golden State Warriors  |
| 2014/15                                                       | James Harden^ (3)            | Houston Rockets        | Chris Paul^ (7)            | Los Angeles Clippers   | Kyrie Irving^           | Cleveland Cavaliers    |
| 2015/16                                                       | LeBron James^ (12)           | Cleveland Cavaliers    | Kevin Durant^ (6)          | Oklahoma City Thunder  | Paul George^ (3)        | Indiana Pacers         |
| 2015/16                                                       | Kawhi Leonard^               | San Antonio Spurs      | Draymond Green^            | Golden State Warriors  | LaMarcus Aldridge (4)   | San Antonio Spurs      |
| 2015/16                                                       | DeAndre Jordan^ (2)          | Los Angeles Clippers   | DeMarcus Cousins (2)       | Sacramento Kings       | Andre Drummond^         | Detroit Pistons        |
| 2015/16                                                       | Stephen Curry^ (3)           | Golden State Warriors  | Chris Paul^ (8)            | Los Angeles Clippers   | Klay Thompson^ (2)      | Golden State Warriors  |
| 2015/16                                                       | Russell Westbrook^ (5)       | Oklahoma City Thunder  | Damian Lillard^ (2)        | Portland Trail Blazers | Kyle Lowry^             | Toronto Raptors        |
| 2016/17                                                       | LeBron James^ (13)           | Cleveland Cavaliers    | Giannis Antetokounmpo^     | Milwaukee Bucks        | Jimmy Butler^           | Chicago Bulls          |
| 2016/17                                                       | Kawhi Leonard^ (2)           | San Antonio Spurs      | Kevin Durant^ (7)          | Golden State Warriors  | Draymond Green^ (2)     | Golden State Warriors  |
| 2016/17                                                       | Anthony Davis^ (2)           | New Orleans Pelicans   | Rudy Gobert^               | Utah Jazz              | DeAndre Jordan^ (3)     | Los Angeles Clippers   |
| 2016/17                                                       | James Harden^ (4)            | Houston Rockets        | Stephen Curry^ (4)         | Golden State Warriors  | John Wall               | Washington Wizards     |
| 2016/17                                                       | Russell Westbrook^ (6)       | Oklahoma City Thunder  | Isaiah Thomas              | Boston Celtics         | DeMar DeRozan^          | Toronto Raptors        |
| 2017/18                                                       | LeBron James^ (14)           | Cleveland Cavaliers    | LaMarcus Aldridge (5)      | San Antonio Spurs      | Paul George^ (4)        | Oklahoma City Thunder  |
| 2017/18                                                       | Kevin Durant^ (8)            | Golden State Warriors  | Giannis Antetokounmpo^ (2) | Milwaukee Bucks        | Jimmy Butler^ (2)       | Chicago Bulls          |
| 2017/18                                                       | Anthony Davis^ (3)           | New Orleans Pelicans   | Joel Embiid^               | Philadelphia 76ers     | Karl-Anthony Towns^     | Minnesota Timberwolves |
| 2017/18                                                       | James Harden^ (5)            | Houston Rockets        | DeMar DeRozan^ (2)         | Toronto Raptors        | Stephen Curry^ (5)      | Golden State Warriors  |
| 2017/18                                                       | Damian Lillard^ (3)          | Portland Trail Blazers | Russell Westbrook^ (7)     | Oklahoma City Thunder  | Victor Oladipo          | Indiana Pacers         |
| 2018/19                                                       | Giannis Antetokounmpo^ (3)   | Milwaukee Bucks        | Kevin Durant^ (9)          | Golden State Warriors  | Blake Griffin (5)       | Detroit Pistons        |
| 2018/19                                                       | Paul George^ (5)             | Oklahoma City Thunder  | Kawhi Leonard^ (3)         | Toronto Raptors        | LeBron James^ (15)      | Los Angeles Lakers     |
| 2018/19                                                       | Nikola Jokić^                | Denver Nuggets         | Joel Embiid^ (2)           | Philadelphia 76ers     | Rudy Gobert^ (2)        | Utah Jazz              |
| 2018/19                                                       | James Harden^ (6)            | Houston Rockets        | Damian Lillard^ (4)        | Portland Trail Blazers | Russell Westbrook^ (8)  | Oklahoma City Thunder  |
| 2018/19                                                       | Stephen Curry^ (6)           | Golden State Warriors  | Kyrie Irving^ (2)          | Boston Celtics         | Kemba Walker            | Charlotte Hornets      |
| 2019/20                                                       | Giannis Antetokounmpo^ (4)   | Milwaukee Bucks        | Kawhi Leonard^ (3)         | Los Angeles Clippers   | Jayson Tatum^           | Boston Celtics         |
| 2019/20                                                       | LeBron James^ (16)           | Los Angeles Lakers     | Pascal Siakam^             | Toronto Raptors        | Jimmy Butler^ (3)       | Miami Heat             |
| 2019/20                                                       | Anthony Davis^ (4)           | Los Angeles Lakers     | Nikola Jokić^ (2)          | Denver Nuggets         | Rudy Gobert^ (3)        | Utah Jazz              |
| 2019/20                                                       | James Harden^ (7)            | Houston Rockets        | Damian Lillard^ (5)        | Portland Trail Blazers | Ben Simmons^            | Philadelphia 76ers     |
| 2019/20                                                       | Luka Dončić^                 | Dallas Mavericks       | Chris Paul^ (9)            | Oklahoma City Thunder  | Russell Westbrook^ (9)  | Houston Rockets        |
| 2020/21                                                       | Giannis Antetokounmpo^ (5)   | Milwaukee Bucks        | Julius Randle^             | New York Knicks        | Jimmy Butler^ (4)       | Miami Heat             |
| 2020/21                                                       | Kawhi Leonard^ (4)           | Los Angeles Clippers   | LeBron James^ (17)         | Los Angeles Lakers     | Paul George^ (6)        | Los Angeles Clippers   |
| 2020/21                                                       | Nikola Jokić^ (3)            | Denver Nuggets         | Joel Embiid^ (3)           | Philadelphia 76ers     | Rudy Gobert^ (4)        | Utah Jazz              |
| 2020/21                                                       | Stephen Curry^ (7)           | Golden State Warriors  | Damian Lillard^ (6)        | Portland Trail Blazers | Bradley Beal^           | Washington Wizards     |
| 2020/21                                                       | Luka Dončić^ (2)             | Dallas Mavericks       | Chris Paul^ (10)           | Phoenix Suns           | Kyrie Irving^ (3)       | Brooklyn Nets          |
| 2021/22                                                       | Giannis Antetokounmpo^ (6)   | Milwaukee Bucks        | DeMar DeRozan^ (3)         | Chicago Bulls          | Pascal Siakam^ (2)      | Toronto Raptors        |
| 2021/22                                                       | Jayson Tatum^ (2)            | Boston Celtics         | Kevin Durant^ (10)         | Brooklyn Nets          | LeBron James^ (18)      | Los Angeles Lakers     |
| 2021/22                                                       | Nikola Jokić^ (4)            | Denver Nuggets         | Joel Embiid^ (4)           | Philadelphia 76ers     | Karl-Anthony Towns^ (2) | Minnesota Timberwolves |
| 2021/22                                                       | Luka Dončić^ (3)             | Dallas Mavericks       | Ja Morant^                 | Memphis Grizzlies      | Trae Young^             | Atlanta Hawks          |
| 2021/22                                                       | Devin Booker^                | Phoenix Suns           | Stephen Curry^ (8)         | Golden State Warriors  | Chris Paul^ (11)        | Phoenix Suns           |
| 2022/23                                                       | Giannis Antetokounmpo^ (7)   | Milwaukee Bucks        | Jimmy Butler^ (5)          | Miami Heat             | Julius Randle^ (2)      | New York Knicks        |
| 2022/23                                                       | Jayson Tatum^ (3)            | Boston Celtics         | Jaylen Brown^              | Boston Celtics         | LeBron James^ (19)      | Los Angeles Lakers     |
| 2022/23                                                       | Joel Embiid^ (5)             | Philadelphia 76ers     | Nikola Jokić^ (5)          | Denver Nuggets         | Domantas Sabonis^       | Sacramento Kings       |
| 2022/23                                                       | Shai Gilgeous-Alexander^     | Oklahoma City Thunder  | Donovan Mitchell^          | Cleveland Cavaliers    | De’Aaron Fox^           | Sacramento Kings       |
| 2022/23                                                       | Luka Dončić^ (4)             | Dallas Mavericks       | Stephen Curry^ (9)         | Golden State Warriors  | Damian Lillard^ (7)     | Portland Trailblazers  |
| Seit 2023/24 werden alle Teams positionsunabhängig ausgewählt |                              |                        |                            |                        |                         |                        |
| 2023/24                                                       | Shai Gilgeous-Alexander^ (2) | Oklahoma City Thunder  | Jalen Brunson^             | New York Knicks        | LeBron James^ (20)      | Los Angeles Lakers     |
| 2023/24                                                       | Nikola Jokić^ (6)            | Denver Nuggets         | Anthony Edwards^           | Minnesota Timberwolves | Stephen Curry^ (10)     | Golden State Warriors  |
| 2023/24                                                       | Luka Dončić^ (5)             | Dallas Mavericks       | Kevin Durant^ (11)         | Phoenix Suns           | Domantas Sabonis^ (2)   | Sacramento Kings       |
| 2023/24                                                       | Giannis Antetokounmpo^ (8)   | Milwaukee Bucks        | Kawhi Leonard^ (5)         | Los Angeles Clippers   | Tyrese Haliburton^      | Indiana Pacers         |
| 2023/24                                                       | Jayson Tatum^ (4)            | Boston Celtics         | Anthony Davis^ (5)         | Los Angeles Lakers     | Devin Booker^ (2)       | Phoenix Suns           |
| 2024/25                                                       | Shai Gilgeous-Alexander^ (3) | Oklahoma City Thunder  | Anthony Edwards^ (2)       | Minnesota Timberwolves | Cade Cunningham^        | Detroit Pistons        |
| 2024/25                                                       | Nikola Jokić^ (7)            | Denver Nuggets         | LeBron James^ (21)         | Los Angeles Lakers     | Karl-Anthony Towns^ (3) | New York Knicks        |
| 2024/25                                                       | Giannis Antetokounmpo^ (9)   | Milwaukee Bucks        | Stephen Curry^ (11)        | Golden State Warriors  | Tyrese Haliburton^ (2)  | Indiana Pacers         |
| 2024/25                                                       | Jayson Tatum^ (5)            | Boston Celtics         | Evan Mobley^               | Cleveland Cavaliers    | Jalen Williams^         | Oklahoma City Thunder  |
| 2024/25                                                       | Donovan Mitchell^ (2)        | Cleveland Cavaliers    | Jalen Brunson^ (2)         | New York Knicks        | James Harden^ (8)       | Los Angeles Clippers   |

## Quelle
- NBA & ABA All-League Teams. Auf: Basketball Reference—Website; Philadelphia, PA, 2000–2018. Abgerufen am 18. Juni 2018 (in Englisch).